# Love Is All Around (DJ BoBo)
Love Is All Around is een nummer van het de Zwitserse dj DJ BoBo uit 1995. Het is de tweede single van zijn tweede studioalbum There Is a Party
De boodschap van het nummer is, zoals de titel al doet vermoeden, dat liefde overal is. "Love Is All Around" werd in veel Europese landen een (bescheiden) hit. Zo bereikte het de 16e positie in Zwitserland, het thuisland van DJ BoBo. In de Nederlandse Top 40 kwam het tot de 35e positie, en in de Vlaamse Ultratop 50 tot de 18e.

## Tracklijst
- CD maxi – Europa

1. "Love Is All Around" (radioversie) – 4:04
2. "Love Is All Around" (extended mix I)	 – 5:29
3. "Bring the Beat Back"	 – 4:39
4. "Love Is All Around" (extended mix II) – 5:06